# Hàng không năm 2002
Đây là danh sách các sự kiện hàng không nổi bật xảy ra trong năm 2002:

## Chuyến bay đầu tiên
Nguồn:

### Tháng 1
- 15 tháng 1 - Millenium Jet SoloTrek XFV
- 15 tháng 1 - Airbus A318
- 23 tháng 1 - Khí cầu IITB PADD Micro

### Tháng 2
- 11 tháng 2 - Airbus A340-500
- 16 tháng 2 - WD D5 Evolution
- 19 tháng 2 - Embraer 170
- 27 tháng 2 - Cessna 680 Citation Sovereign
- Socata TBM 700C2

### Tháng 3
- 4 tháng 3 - Van's RV-9
- 7 tháng 3 - Aviat Husky Pup
- 28 tháng 3 - AATG AT-10 airship

### Tháng 4
- 4 tháng 4 - Sikorsky MH-60R Seahawk
- 21 tháng 4 - Irkut A-002
- 26 tháng 4 - Extra 500
- 29 tháng 4 - Saab JAS 39C Gripen

### Tháng 5
- 18 tháng 5 - Tomair Cobra Arrow
- 22 tháng 5 - Zlin Z 400 Rhino
- 22 tháng 5 - Boeing X-45
- 29 tháng 5 - Aceair Aeriks A-200
- 31 tháng 5 - Toyota TAA-1

### Tháng 6
- 1 tháng 6 - Aero L159B
- 22 tháng 6 - Tupolev Tu-214VSSN
- 28 tháng 6 - CAC J-10
- 30 tháng 6 - 21st Century Airships SPAS-R1

### Tháng 7
- 1 tháng 7 - Pilatus PC-21
- 9 tháng 7 - CargoLifter Scala
- 11 tháng 7 - Adam A500
- 18 tháng 7 - Boeing YAL-1A Airborne Laser (ABL)
- 31 tháng 7 - Boeing 747-400ER

### Tháng 8
- 1 tháng 8 - Scaled Composites White Knight
- 5 tháng 8 - BAE Systems Hawk NDA
- 20 tháng 8 - KAI T-50 Golden Eagle
- 26 tháng 8 - Eclipse Aviation Eclipse 500
- 31 tháng 8 - Learjet 40

### Tháng 9
- 18 tháng 9 - GE90-115B, động cơ phản lực mạnh nhất thế giới
- 20 tháng 9 - BAE Systems Harrier GR Mk 7A

### Tháng 11
- 9 tháng 11 - MVEN MVEN-1 Fermer
- 30 tháng 11 - Sauper Aviation Papango

### Tháng 12
- 9 tháng 12 - Diamond Twin Star
- 12 tháng 12 - Grob G 140TP

## Bắt đầu hoạt động
- Airbus A340-600 trong Virgin Atlantic Airways

### Tháng 3
- 18 tháng 3 - HAL Dhruv trong Tuần duyên Ấn Độ